# Pietra figurata

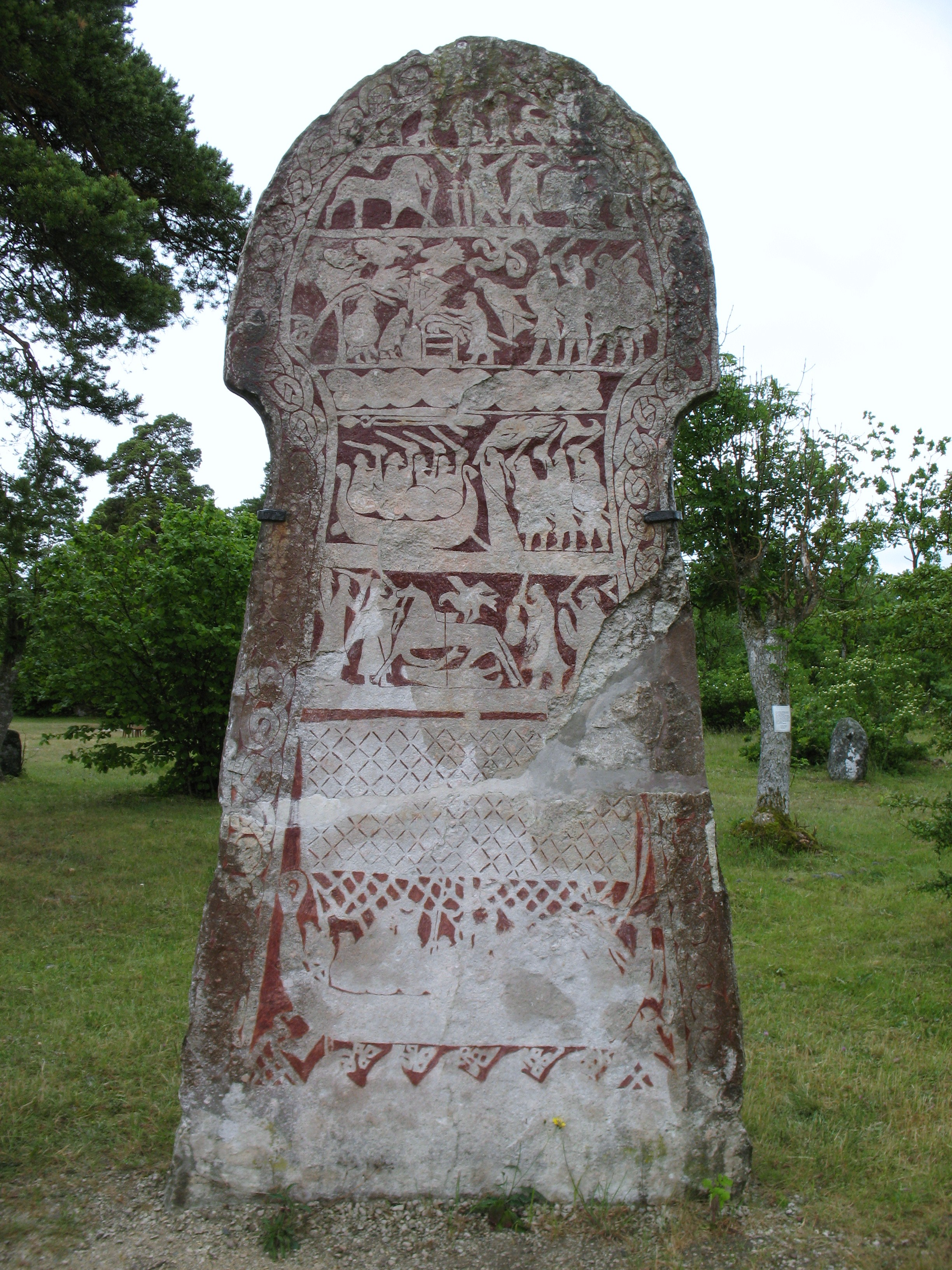
La stele di Stora Hammar, a Gotland, in Svezia

Per pietra o stele figurata si intende una stele o lastra in pietra, solitamente calcarea, dipinta, presumibilmente commemorativa, databile tra il quinto e l'undicesimo secolo e contestuale dell'età del ferro germanica o di quella vichinga. 
Sono state rinvenute oltre quattromila pietre figurate; il luogo che ne presenta il più grande numero è l'isola svedese di Gotland.

## Tipologie
Esistono tre gruppi distinti di pietre figurate che variano in base all'epoca, l'aspetto e la loro finalità.

### V-VII secolo d.C.
Il primo gruppo risale tra il V e l'VII secolo d.C. Tali steli hanno una forma allungata e una sommità che richiama nell'aspetto un'ascia. Oltre a decorazioni astratte circolari tra cui vortici e spirali, esse presentano figure di imbarcazioni, uomini e animali. Queste pietre sono state ritrovate nella maggior parte dei casi presso luoghi di sepoltura, anche se non sulle tombe stesse.

### VI-VIII secolo d.C.
L'epoca del secondo gruppo di pietre figurate è compresa tra il VI e il VIII secolo d.C. Sono piccole pietre con decori stilizzati.

### VIII-XII secolo d.C.
Le pietre figurate del terzo gruppo, che risale tra il VIII e il XII secolo d.C., sono alte e con colli e profili alti arcuati. Le loro decorazioni possono essere molteplici e includono navi con vele a scacchi e scene ambientate in vari contesti; temi ricorrenti sono il sacrificio, la guerra e richiami a miti e leggende; molte di esse rappresentano un uomo a cavallo accolto da una donna che tiene un bicchiere ricavato da un corno. I bordi di queste pietre sono spesso decorati da motivi intrecciati. Esse sono spesso posizionate in modo che risultino visibili da ponti e strade.